# Microrégion de Joaçaba
La microrégion de Joaçaba est l'une des cinq microrégions qui subdivisent la région Ouest de l'État de Santa Catarina au Brésil.
Elle comporte vingt-sept municipalités qui regroupaient 326 456 habitants après le recensement de 2010 pour une superficie totale de 9 136 km2.

## Municipalités
- Água Doce
- Arroio Trinta
- Caçador
- Calmon
- Capinzal
- Catanduvas
- Erval Velho
- Fraiburgo
- Herval d'Oeste
- Ibiam
- Ibicaré
- Iomerê
- Jaborá
- Joaçaba
- Lacerdópolis
- Lebon Régis
- Luzerna
- Macieira
- Matos Costa
- Ouro
- Pinheiro Preto
- Rio das Antas
- Salto Veloso
- Tangará
- Treze Tílias
- Vargem Bonita
- Videira